# Сбаа – Тімімун
Сбаа – Тімімун – газопровід у центральній частині алжирської Сахари.
В 1980-х роках за кілька десятків кілометрів на північний схід від Адрару виявили нафтогазове родовище Сбаа. Видобуток нафти з нього організували в 2007-му в межах проекту Туат, втім, ще до того за розробку запасів газу узялась алжирська державна компанія Sonatrach. Видачу газу зі Сбаа первісно організували у південному напрямку по трубопроводу Сбаа – Адар, а в 2011-му також подали ресурс на північ по газопроводу Сбаа – Тімімун, який має довжину 154 км та виконаний в діаметрі 400 мм. 
Великим споживачем протранспортованого блакитного палива є ТЕС Тімімун. 
Можливо також відзначити, що наприкінці 2010-х виникли умови для реверсування північної частини системи Сбаа – Адрар, що дозволяє забезпечувати додатковий ресурс для поставок до Тімімуну.